# Glasgow smile

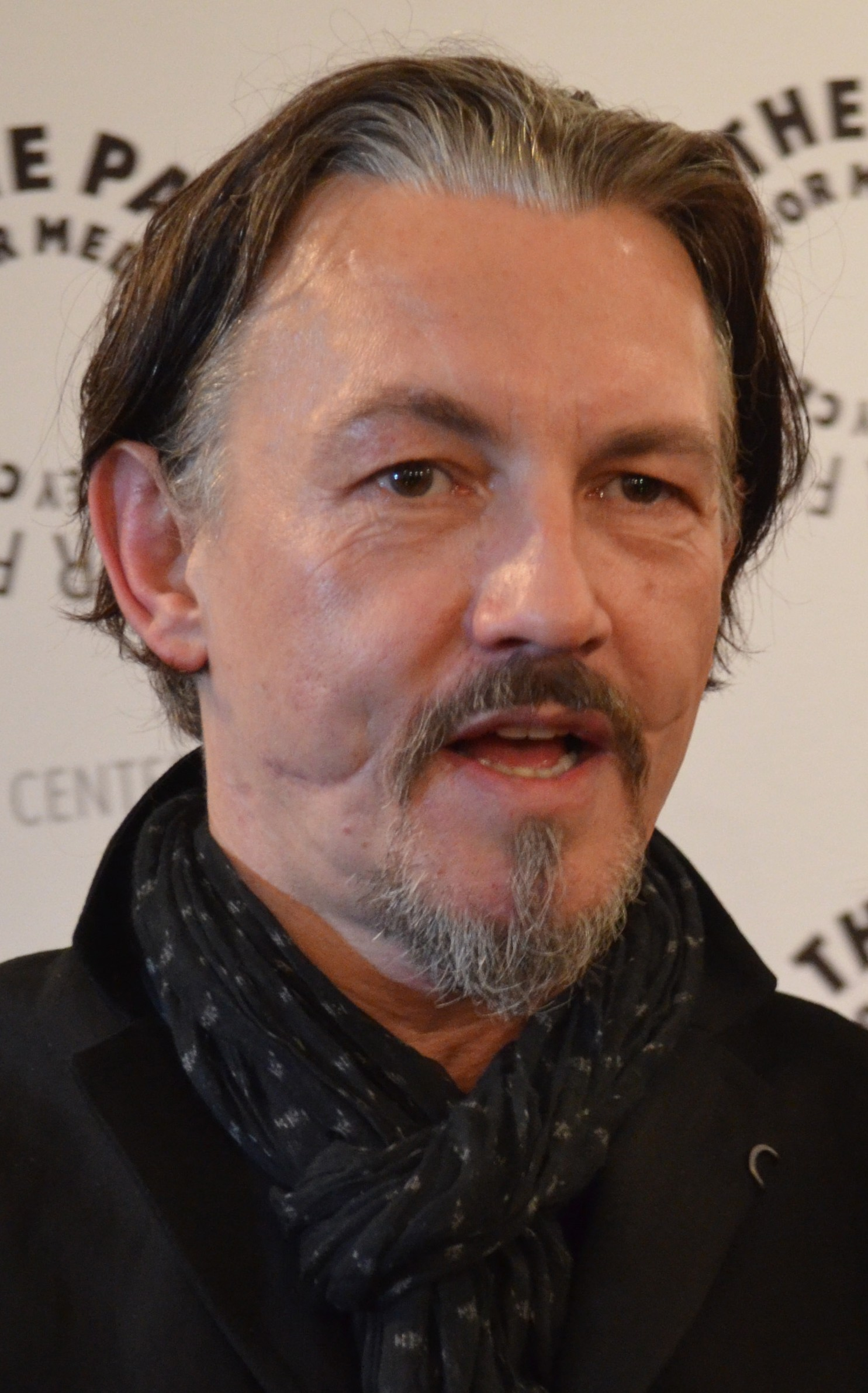
L'attore Tommy Flanagan porta le cicatrici di un Glasgow smile a seguito di un'aggressione

Il Glasgow smile (conosciuto anche come Glasgow, Chelsea o Cheshire grin) è il nome dato a una caratteristica cicatrice assomigliante a un sorriso, da cui il nome. Solitamente la ferita viene inflitta con un pezzo di vetro rotto o con un coltello, lasciando una cicatrice che fa sembrare la vittima sorridente e può portare alla morte per dissanguamento, se non viene curata.

## Storia
La pratica pare abbia avuto origine a Glasgow, in Scozia, ma divenne popolare fra le firme di hooligans dell'Inghilterra (specialmente fra i Chelsea Headhunters, un gruppo di hooligan londinesi).